# Hermann K. Stützer
Hermann K. Stützer (* 1952 in Teisendorf) ist ein ehemaliger deutscher Politiker, der von 1998 bis 2000 Landesvorsitzender der FDP in Bayern war.

## Leben und Beruf
Nach dem Abitur 1973 am Anton-Bruckner-Gymnasium in Straubing studierte Stützer Gartenbauwissenschaften sowie Staats- und Verfassungsrecht. Nach dem Tod seines Vaters brach er das Studium ab, absolvierte eine Gärtnerlehre und übernahm für 20 Jahre die Leitung des elterlichen Betriebes. Später absolvierte er ein Studium des Internationalen Kultur- und Medienmanagements an der Universität Linz, das er 1999 als Master of Advanced Studies (MAS) abschloss.
Hermann K. Stützer ist verheiratet und hat drei Kinder. Er lebt in Teisendorf und Salzburg.

## Partei
Stützer trat 1997 in die FDP ein und wurde im gleichen Jahr FDP-Kreisvorsitzender im Berchtesgadener Land. 1998 erfolgte überraschend seine Wahl zum Landesvorsitzenden der Bayerischen FDP. Auf dem folgenden Bundesparteitag wurde er in den FDP-Bundesvorstand gewählt. Er übernahm einen durch Finanzskandale geschwächten und zerstrittenen Landesverband, dessen Sanierung er recht erfolgreich vorantrieb. Bereits 2000 unterlag er aber beim Parteitag in Dingolfing bei der Wahl zum Landesvorsitzenden gegen Sabine Leutheusser-Schnarrenberger, die sich im zweiten Wahlgang mit 201 zu 193 Stimmen durchsetzte. 2001 endete turnusgemäß auch sein Amt im FDP-Bundesvorstand.
Bei der Kommunalwahl 2002 kandidierte Stützer für das Amt des Landrates im Landkreis Berchtesgadener Land, erreichte jedoch nur 1,57 % der abgegebenen Stimmen. Nach einer erfolglosen Kandidatur in Niederbayern für die Bundestagswahl 2002 trat er schließlich aus der FDP aus. Er begründete diesen Schritt damit, dass sich die Bundes-FDP zu einer „Spaßpartei“ entwickele und der bayerische Landesverband „deutlich totalitäre Züge“ entwickelt habe.

## Mandat
Die FDP erreichte bei den Kommunalwahlen 2002, wie bereits in den vorhergegangenen Wahlperioden, ein Mandat im Kreistag des Landkreises Berchtesgadener Land, welches ihm selbst zufiel. Nach seinem Austritt aus der FDP gehörte er als parteiloser Kreisrat weiter dem Kreistag an. 2006 legte er das Mandat nieder. Es konnte lange Zeit nicht nachbesetzt werden, da mehrere Nachgereihte die Annahme abgelehnt hatten oder die Wählbarkeitsvoraussetzungen nicht erfüllten.

## Gesellschaftliche Ämter
Stützer wurde 2001 geschäftsführender Vorsitzender des Ost-West-Wirtschaftsclub in München, aber noch im selben Jahr vom Präsidenten August Lang suspendiert. 2004 wurde er Präsident einer von ihm neu gegründeten „Europa-Gesellschaft“, die aber nicht mehr existiert.